# Solihull
Solihull är en ort i distriktet Solihull som ligger sydost om Birmingham, i grevskapet West Midlands, i Storbritannien. Staden hade 107 728 invånare år 2021.
Bland andra Celia Rees, Graham Potter och Richard Hammond växte upp i Solihull.
I Solihull tillverkar Land Rover sina bilar.
I Solihull finns fotbollsklubben Solihull Moors FC.